# Moya, Cuenca
Moya är en kommun i Spanien.   Den ligger i provinsen Provincia de Cuenca och regionen Kastilien-La Mancha, i den centrala delen av landet, 210 km öster om huvudstaden Madrid. Antalet invånare är 199. Arean är 91 kvadratkilometer. Moya gränsar till Vallanca och Casas Bajas. 
Terrängen i Moya är kuperad åt nordost, men åt sydväst är den platt.